# Miloud Laredj
Miloud Laredj (* 7. November 1986) ist ein algerischer Leichtathlet, der sich auf den Sprint spezialisiert hat.

## Sportliche Laufbahn
Erste internationale Erfahrungen sammelte Miloud Laredj im Jahr 2013, als er bei den Arabischen Meisterschaften in Doha in 46,83 s den fünften Platz im 400-Meter-Lauf belegte. Anschließend gewann er bei den Islamic Solidarity Games in Palembang in 46,26 s die Bronzemedaille hinter Youssef Masrahi aus Saudi-Arabien und dem Guyaner Winston George. Im Jahr darauf startete er mit der algerischen 4-mal-400-Meter-Staffel bei den Afrikameisterschaften in Marrakesch und belegte dort in 3:10,04 min den vierten Platz. 2015 gewann er bei den Afrikaspielen in Brazzaville in 3:03,07 min gemeinsam mit Miloud Rahmani, Soufiane Bouhada und Abdelmalik Lahoulou die Bronzemedaille mit der Staffel hinter den Teams aus Kenia und Botswana. Anschließend sicherte er sich bei den Sommer-Militärweltspielen in Mungyeong in 3:03,78 min die Silbermedaille hinter Russland. Im Jahr darauf belegte er mit der Staffel bei den Afrikameisterschaften in Durban in 3:07,32 min den vierten Platz und 2017 gelangte er bei den Arabischen Meisterschaften in Radès mit 47,15 s auf Rang fünf im Einzelbewerb. 2019 gewann er bei den Arabischen Meisterschaften in Kairo in 3:07,85 min die Silbermedaille mit der Staffel hinter dem Irak und 2022 gewann er bei den Islamic Solidarity Games in Konya in 3:04,52 min ebenfalls die Silbermedaille und musste sich damit dem marokkanischen Team geschlagen geben.
In den Jahren 2014 und 2017 wurde Laredj algerischer Meister im 400-Meter-Lauf.

## Persönliche Bestleistungen
- 200 Meter: 21,21 s (+1,9 m/s), 16. Juli 2016 in Algier
- 400 Meter: 45,82 s, 28. Mai 2017 in Forbach
  - 400 Meter (Halle): 47,55 s, 5. Februar 2020 in Reims